# Ellisembia brachypus
Ellisembia brachypus är en svampart som först beskrevs av Ellis & Everh., och fick sitt nu gällande namn av Chirayathumadom Venkatachalier Subramanian 1992. Ellisembia brachypus ingår i släktet Ellisembia, klassen Sordariomycetes, divisionen sporsäcksvampar och riket svampar.   Inga underarter finns listade i Catalogue of Life.